# گردشگری فرهنگی

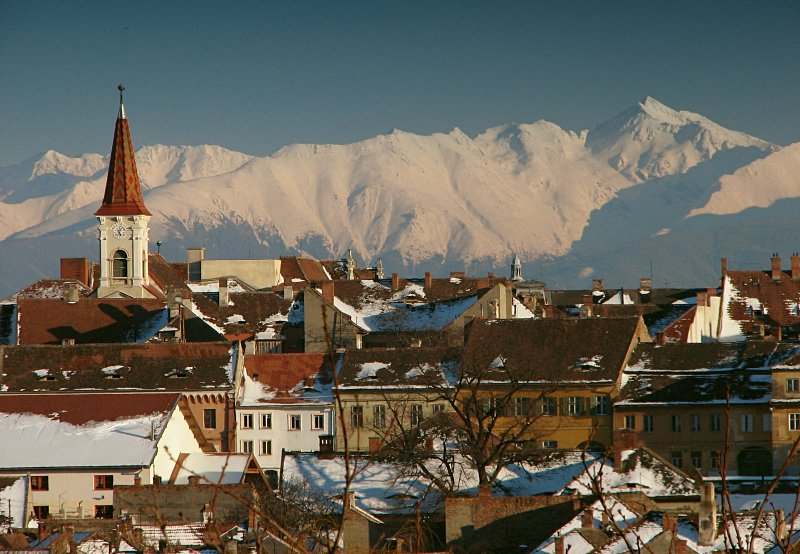
سیبیو در رومانی

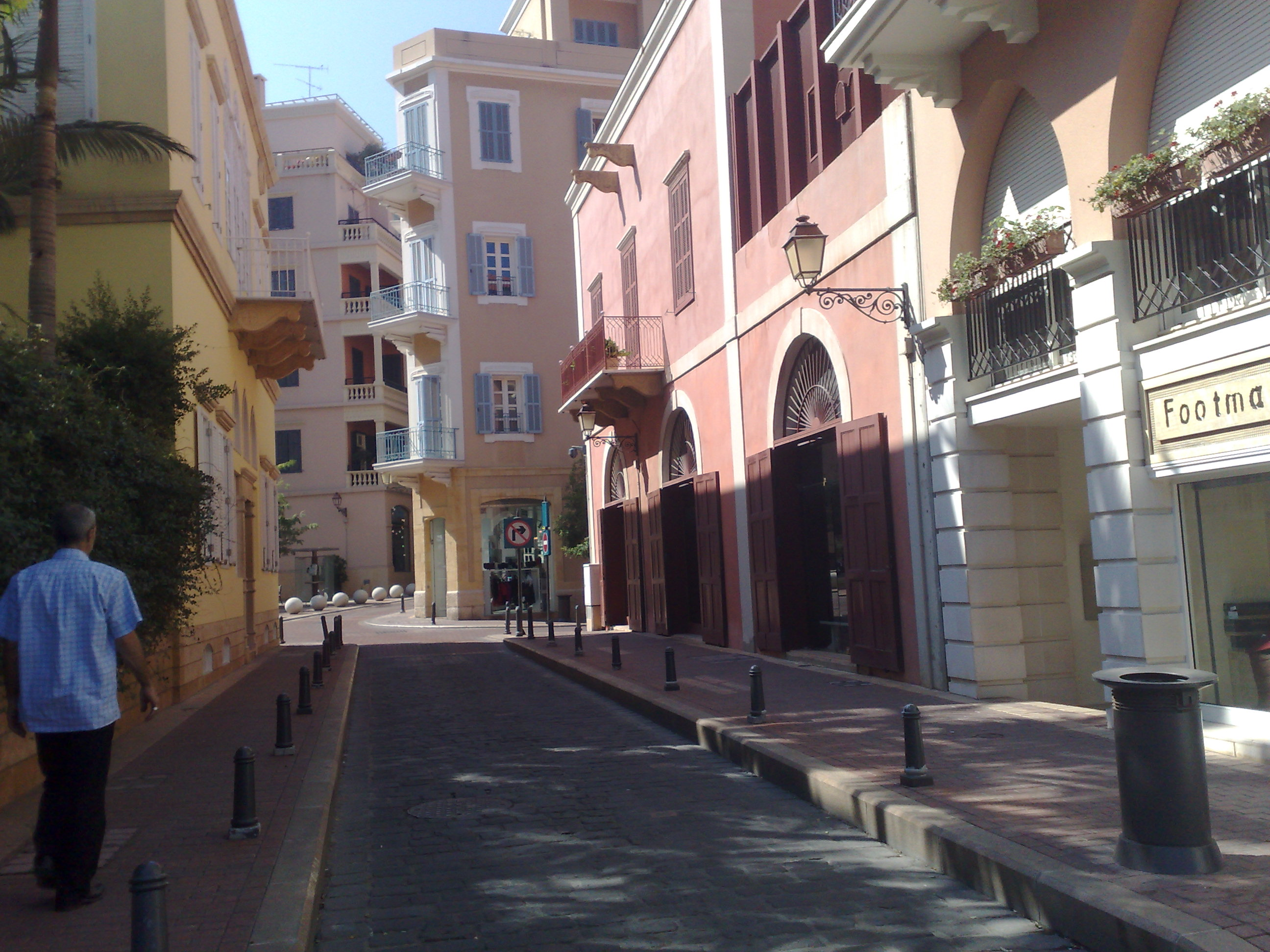
بخش هنری در مرکز بیروت لبنان

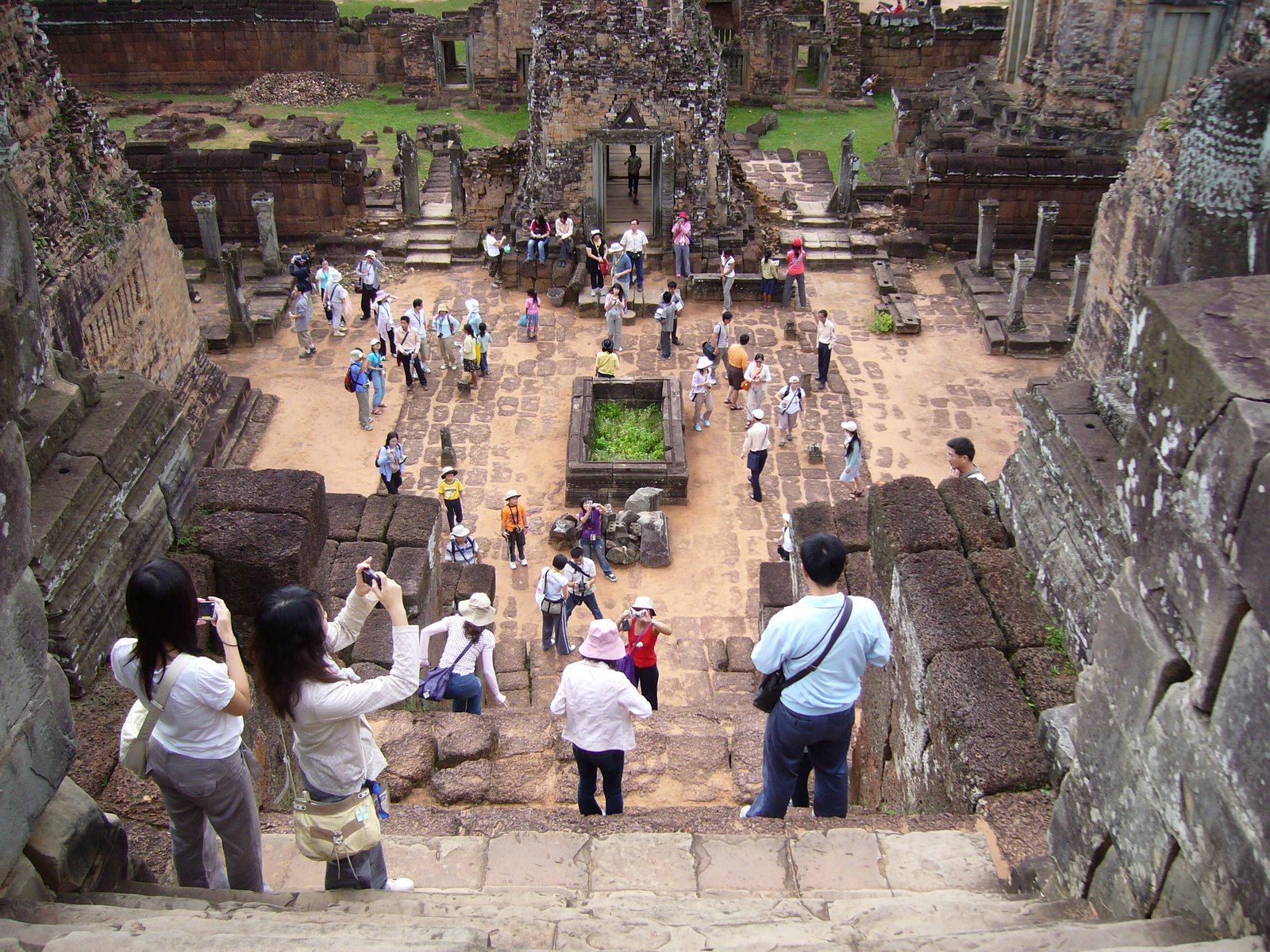
گردشگران در حال گرفتن عکس در معبد خمرها.

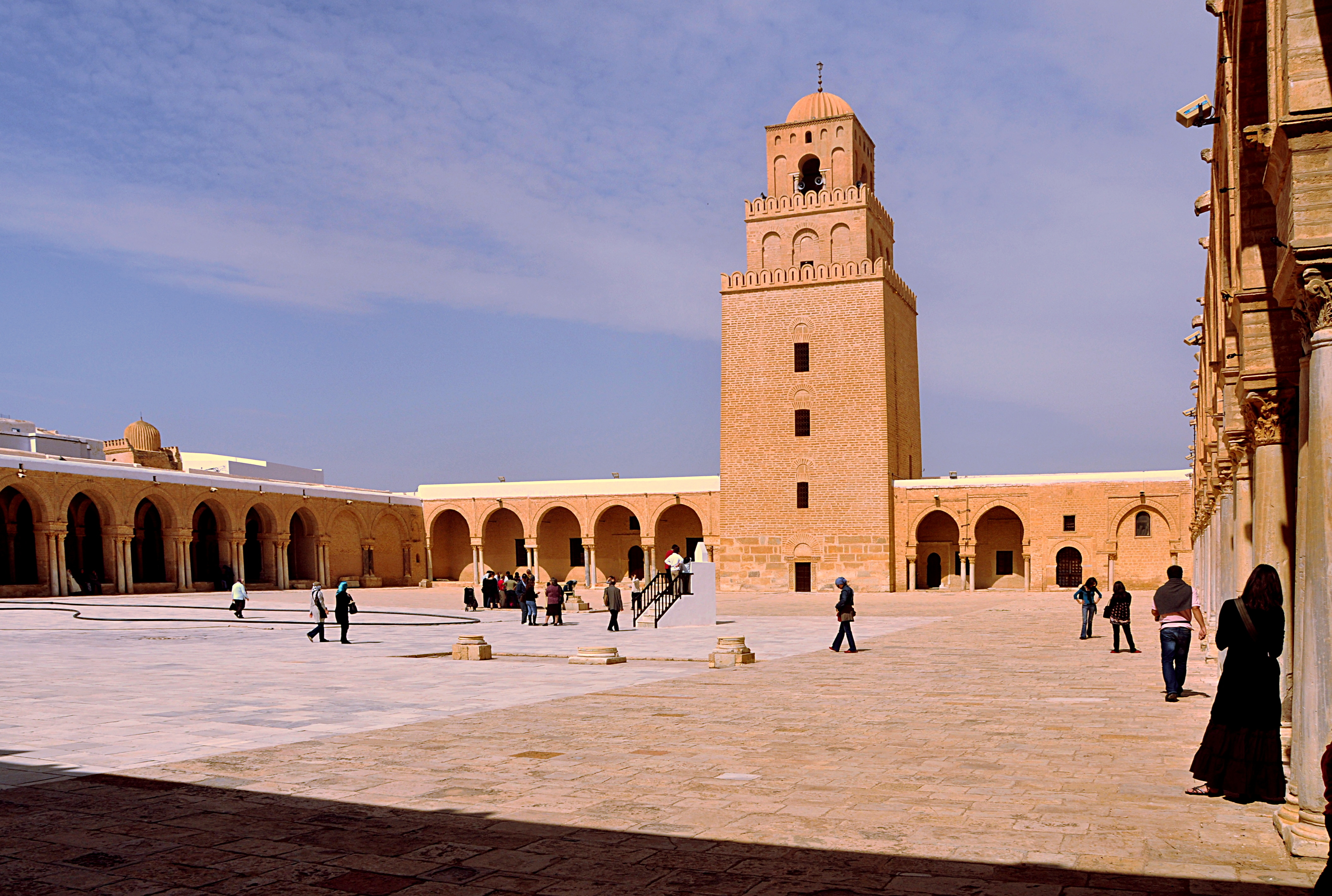
گردشگران در محوطه مسجد جامع قیروان (همچنین به نام مسجد Uqba). به عنوان یکی از مهم‌ترین و معتبرترین بناهای تاریخی از تمدن اسلامی در تونس.

گردشگری فرهنگی (یا گردشگری فرهنگ) نوعی از گردشگری است که در رابطه با فرهنگ یک کشور یا منطقه است. توریسم فرهنگی به‌طور خاص بر شیوه زندگی مردم در این مناطق جغرافیایی و تاریخچه آن مردم، هنر، معماری، ادیان و دیگر عناصری که به آن‌ها کمک کرده تا شیوه زندگی خود را دنبال کنند تمرکز دارد. گردشگری فرهنگی شامل گردشگری در مناطق شهری به خصوص شهرهای تاریخی و بزرگ و امکانات فرهنگی این شهرها مانند موزه‌ها و تئاترهای آنهاست. همچنین این نوع توریسم می‌تواند شامل گردشگری در مناطق روستایی و نمایش سنت‌های بومی جوامع فرهنگی (به عنوان مثال جشنواره‌ها و آداب و رسوم) و ارزش‌ها و شیوه زندگی آنان باشد. گردشگری فرهنگی در حال حاضر محبوبیت زیادی در سراسر جهان دارد و در اخیر گزارش OECD، این نوع توریسم می‌تواند در توسعه منطقه‌ای در مناطق مختلف جهان مؤثر باشد.
تعریف گردشگری فرهنگی عبارت است از «رفتن افراد به جاذبه‌های فرهنگی به دور از محل اقامت عادی خودشان با قصد جمع آوری اطلاعات جدید و تجربیات به منظور برآوردن نیازهای فرهنگی». این نیازهای فرهنگی می‌تواند درک هویت فرهنگی فرد از طریق مشاهده فرهنگ دیگران باشد.
گردشگری فرهنگی دارای سابقه‌ای طولانی است و ریشه‌های آن در گرند تور به اوایل صنعت گردشگری می‌رسد. همچنین گردشگری فرهنگی از مسائلی است که سیاستگزاران برای آینده روی آن حساب باز کرده‌اند. سازمان گردشگری جهانی WTO، دریافت که ۳۷ درصد از گردشگری جهانی را گردشگری فرهنگی تشکیل می‌دهد و سالانه ۱۵ درصد رشد دارد.

## مقصد
یک دسته از مقصدهای گردشگری فرهنگی بازدید از کانونهای تمدن و فرهنگ است که در بیرون از محل زندگی فرد هستند. کانون‌های فرهنگی و هنری قوی، از مناطق جذاب برای گردشگران است.